# Hausmanniellidae
Famille
Les Hausmanniellidae sont une famille de Ciliés de la classe des Colpodea et de l’ordre des Colpodida.

## Étymologie
Le nom de la famille vient du genre type Hausmanniella, nommé par Foissner en l'honneur de Klaus Hausmann (d), professeur à l'université de Berlin.

## Liste des genres
Selon GBIF (11 novembre 2022) :
- Avestina Yankovskij, 1980
- Bresslauides Blatterer & Foissner, 1988
- Emarginatiophrya Foissner, 2016[3].
  - Espèce : Emarginatiophrya aspera (Kahl, 1926) Foissner, 2016[3]
- Hausmanniella Foissner, 1984 genre type
- Kalometopia Bramy, 1962

Selon The Taxonomicon (21 janvier 2023) :
- Avestina Jankowski, 1980
- Bresslauides Blatterer & Foissner, 1988
- Corallocolpoda Alekperov, 1991
- Hausmanniella Foissner, 1984
- Kalometopia Bramy, 1962

## Systématique
Le nom valide de ce taxon est Hausmanniellidae Foissner, 1987.